# Figura (Benet Mercadé)
Figura és una pintura sobre tela feta per Benet Mercadé Fàbrega entre el segon quart del segle xix i la segona meitat del segle xix i conservada a la Biblioteca Museu Víctor Balaguer, amb el número de registre 1663 d'ençà que va ingressar el 1956, formant part de l'anomenat "Llegat 1956"; un conjunt d'obres provinents de la col·lecció Lluís Plandiura- Victòria González. Al quadre hi ha la inscripció B. M. (inferior esquerre) Al darrere: Benet Mercadé/1821-1897/4.

## Composició
Noia asseguda, de perfil, amb una capa blanca i un tocat blau al cap. Segurament és un estudi per les múltiples obres de temàtica religiosa que va realitzar. Hi ha un personatge en primer pla a l'obra L'església de Cervera, que té un tocat al cap molt similar i uns drapatges blancs. Aquesta obra de grans dimensions és de l'any 1864.